# 128 (число)
128 (сто два́дцять ві́сім) — натуральне число між 127 і 129.

## В математиці
- 27
- Число Фрідмана (28 - 1).

## У науці
- У гептеракта 128 вершин.

## У інших галузях
- 128 рік, 128 до н. е.
- Оріон-128 - персональний комп'ютер.